# Lac hypersalin

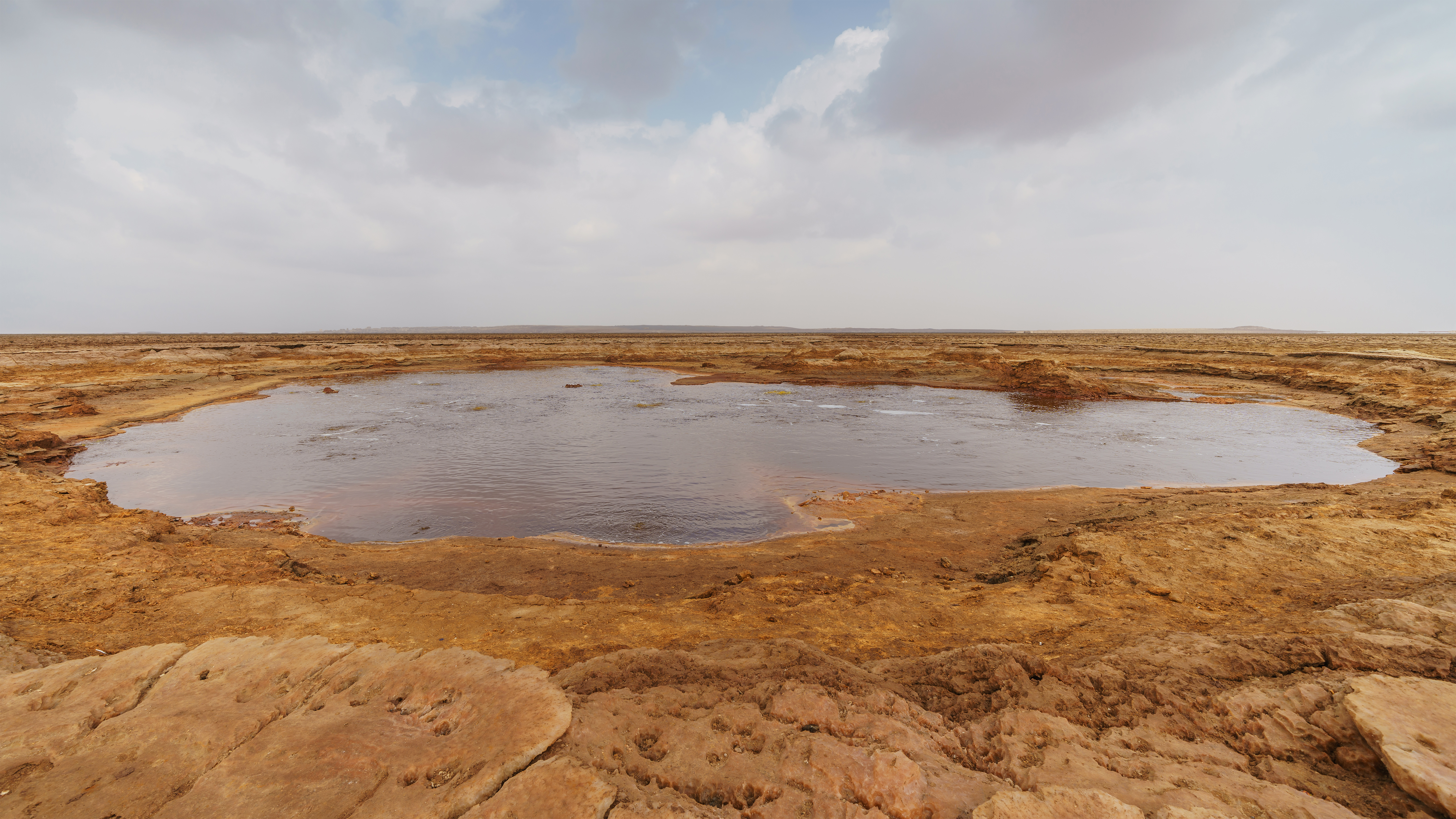
Le Gaet'ale est un lac salé d’Éthiopie doté de sources chaudes. Il est situé dans la dépression de Danakil (région d'Afar).

Un lac hypersalin est un lac dont l'eau a une salinité supérieure à celle de l'eau de mer (35 grammes/litre).

## Biodiversité
Des espèces microbiennes spécifiques peuvent prospérer dans des environnements à haute salinité qui sont inhospitaliers pour la plupart des formes de vie, y compris certaines qui sont censées contribuer à la couleur des lacs roses,. Certaines de ces espèces entrent dans un état dormant lorsqu'elles sont desséchées, et on pense que certaines espèces survivent pendant plus de 250 millions d'années.
L'eau des lacs hypersalins a une grande flottabilité en raison de sa forte teneur en sel.
Les lacs hypersalins se trouvent sur tous les continents, en particulier dans les régions arides ou semi-arides.

## Exemples de lacs hypersalins
Le lac Gaet'ale en Éthiopie est le lac le plus hypersalin au monde.
Le lac Mono situé en Californie est également hypersalin.